# Campeonato Gaúcho de Futebol de 2017 - Divisão de Acesso
O Campeonato Gaúcho de Futebol da Divisão de Acesso de 2017 foi a 61ª edição da Divisão de Acesso do futebol gaúcho. A competição, organizada pela Federação Gaúcha de Futebol, foi disputada por dezesseis equipes entre os meses de março e junho.
O São Luiz derrotou o Avenida nos pênaltis, depois de dois empates nos jogos finais, e garantiu o quarto título da competição, igualando-se assim ao Ypiranga de Erechim no número de títulos: quatro. As duas equipes foram promovidas à Primeira Divisão de 2018.

## Regulamento
Dezesseis equipes participaram da competição: os clubes que terminaram o torneio do ano passado entre o 2º e o 13º lugares, os três rebaixados da Primeira Divisão de 2016 e o campeão da Segunda Divisão de 2016, equivalente ao terceiro nível do futebol gaúcho.
Os clubes foram divididos em dois grupos (A e B) e, na primeira fase, se enfrentaram dentro da chave em jogos de ida e volta, totalizando quatorze rodadas. Ao fim da primeira fase, os quatro primeiros colocados de cada grupo se classificaram para a fase de quartas de final, na qual os clubes do grupo A  enfrentaram os do B em cruzamento olímpico, classificando os vencedores para a fase seguinte (semifinal). Os vencedores da semifinal, além de garantidos na decisão do campeonato, já estariam com sua vaga na Primeira Divisão de 2018 assegurada.
Ao término da primeira fase, o último colocado de cada um dos grupos A e B foi automaticamente rebaixado para a Segunda Divisão de 2018.

## Primeira fase

### Grupo A
| Pos | Times                | Pts | J  | V | E | D | GP | GC | SG  | %  |
| --- | -------------------- | --- | -- | - | - | - | -- | -- | --- | -- |
| 1   | Avenida              | 26  | 14 | 7 | 5 | 2 | 24 | 10 | 14  | 61 |
| 2   | Inter de Santa Maria | 23  | 14 | 6 | 5 | 3 | 16 | 18 | -2  | 54 |
| 3   | Pelotas              | 22  | 14 | 6 | 4 | 4 | 16 | 14 | 2   | 52 |
| 4   | Aimoré               | 19  | 14 | 4 | 7 | 3 | 19 | 12 | 7   | 45 |
| 5   | Guarani-VA           | 18  | 14 | 4 | 6 | 4 | 18 | 16 | 2   | 42 |
| 6   | Santa Cruz-RS        | 17  | 14 | 5 | 2 | 7 | 15 | 22 | -7  | 40 |
| 7   | São Gabriel          | 13  | 14 | 3 | 4 | 7 | 15 | 25 | -10 | 30 |
| 8   | Guarany de Bagé      | 12  | 14 | 3 | 3 | 8 | 11 | 17 | -6  | 28 |

|                      | AIM | AVE | GUA | GNY | ISM | PEL | SCR | SGA |
| -------------------- | --- | --- | --- | --- | --- | --- | --- | --- |
| Aimoré               |     | 1–1 | 0–0 | 2–0 | 3–0 | 3–3 | 1–1 | 1–1 |
| Avenida              | 2–2 |     | 1–2 | 1–0 | 6–0 | 1–0 | 3–0 | 3–0 |
| Guarani-VA           | 1–0 | 1–1 |     | 3–0 | 2–2 | 0–0 | 1–2 | 2–2 |
| Guarany de Bagé      | 1–0 | 0–0 | 2–3 |     | 0–1 | 1–0 | 3–0 | 1–2 |
| Inter de Santa Maria | 0–0 | 0–0 | 1–0 | 2–1 |     | 1–0 | 3–2 | 3–0 |
| Pelotas              | 1–0 | 2–1 | 2–1 | 2–2 | 0–0 |     | 3–1 | 1–0 |
| Santa Cruz-RS        | 0–3 | 0–1 | 2–1 | 1–0 | 1–1 | 2–0 |     | 2–0 |
| São Gabriel          | 1–3 | 2–3 | 1–1 | 0–0 | 3–2 | 1–2 | 2–1 |     |

|  |                     |  |        |  |                      |
|  | Vitória do Mandante |  | Empate |  | Vitória do Visitante |

### Grupo B
| Pos | Times                 | Pts | J  | V | E | D  | GP | GC | SG  | %  |
| --- | --------------------- | --- | -- | - | - | -- | -- | -- | --- | -- |
| 1   | São Luiz              | 27  | 14 | 7 | 6 | 1  | 20 | 12 | 8   | 64 |
| 2   | Lajeadense            | 24  | 14 | 7 | 3 | 4  | 22 | 11 | 11  | 57 |
| 3   | Glória                | 24  | 14 | 6 | 6 | 2  | 14 | 10 | 4   | 57 |
| 4   | Esportivo             | 22  | 14 | 5 | 7 | 2  | 20 | 11 | 9   | 52 |
| 5   | Brasil de Farroupilha | 21  | 14 | 6 | 3 | 5  | 24 | 21 | 3   | 50 |
| 6   | União Frederiquense   | 17  | 14 | 4 | 5 | 5  | 10 | 11 | -1  | 40 |
| 7   | Tupi                  | 8   | 13 | 1 | 5 | 7  | 8  | 27 | -19 | 20 |
| 8   | Panambi               | 3   | 13 | 0 | 3 | 10 | 7  | 22 | -15 | 7  |

|                       | BRA | ESP | GLO | LAJ | PAN | SLU | TUP  | UNI |
| --------------------- | --- | --- | --- | --- | --- | --- | ---- | --- |
| Brasil de Farroupilha |     | 3–2 | 1–1 | 2–1 | 4–1 | 2–3 | 5–0  | 1–1 |
| Esportivo             | 2–0 |     | 1–1 | 2–0 | 4–2 | 0–1 | 3–0  | 0–0 |
| Glória                | 2–1 | 0–0 |     | 1–0 | 1–0 | 1–3 | 3–0  | 1–0 |
| Lajeadense            | 5–0 | 2–2 | 3–1 |     | 1–0 | 2–1 | 4–0  | 3–1 |
| Panambi               | 0–1 | 0–0 | 1–1 | 0–1 |     | 1–1 | CANC | 0–1 |
| São Luiz              | 1–1 | 0–0 | 0–0 | 1–0 | 4–2 |     | 2–1  | 0–0 |
| Tupi                  | 0–2 | 2–2 | 0–0 | 0–0 | 2–0 | 2–2 |      | 1–1 |
| União Frederiquense   | 2–1 | 0–2 | 0–1 | 0–0 | 1–0 | 0–1 | 3–0  |     |

|  |                     |  |        |  |                      |
|  | Vitória do Mandante |  | Empate |  | Vitória do Visitante |

## Fase final
|  |  |

|  | Quartas de final     | Quartas de final     | Quartas de final | Quartas de final |       |          | Semifinais              | Semifinais              | Semifinais              | Semifinais              |  |         | Final            | Final            | Final            | Final            |  |  |
|  | 14 a 21 de maio      | 14 a 21 de maio      | 14 a 21 de maio  | 14 a 21 de maio  |       |          | 28 de maio a 4 de junho | 28 de maio a 4 de junho | 28 de maio a 4 de junho | 28 de maio a 4 de junho |  |         | 11 e 17 de junho | 11 e 17 de junho | 11 e 17 de junho | 11 e 17 de junho |  |  |
|  |                      |                      |                  |                  |       |          |                         |                         |                         |                         |  |         |                  |                  |                  |                  |  |  |
|  | Avenida              | 1                    | 2                | 3                |       |          |                         |                         |                         |                         |  |         |                  |                  |                  |                  |  |  |
|  | Esportivo            | 2                    | 0                | 2                |       |          |                         |                         |                         |                         |  |         |                  |                  |                  |                  |  |  |
|  | Esportivo            | 2                    | 0                | 2                |       | Avenida  | 2                       | 1                       | 3                       |                         |  |         |                  |                  |                  |                  |  |  |
|  |                      |                      |                  |                  |       | Avenida  | 2                       | 1                       | 3                       |                         |  |         |                  |                  |                  |                  |  |  |
|  |                      | Lajeadense           | 1                | 1                | 2     |          |                         |                         |                         |                         |  |         |                  |                  |                  |                  |  |  |
|  | Lajeadense           | Lajeadense           | 1                | 1                | 2     | 0        | 2                       | 2                       |                         |                         |  |         |                  |                  |                  |                  |  |  |
|  | Lajeadense           |                      |                  |                  |       | 0        | 2                       | 2                       |                         |                         |  |         |                  |                  |                  |                  |  |  |
|  | Pelotas              | 0                    | 0                | 0                |       |          |                         |                         |                         |                         |  |         |                  |                  |                  |                  |  |  |
|  | Pelotas              | 0                    | 0                | 0                |       |          |                         |                         |                         |                         |  | Avenida | 1                | 0                | 1 (8)            |                  |  |  |
|  |                      |                      |                  |                  |       |          |                         |                         |                         |                         |  | Avenida | 1                | 0                | 1 (8)            |                  |  |  |
|  |                      | São Luiz             | 1                | 0                | 1 (9) |          |                         |                         |                         |                         |  |         |                  |                  |                  |                  |  |  |
|  | São Luiz             | São Luiz             | 1                | 0                | 1 (9) | 0        | 1                       | 1                       |                         |                         |  |         |                  |                  |                  |                  |  |  |
|  | São Luiz             |                      |                  |                  |       | 0        | 1                       | 1                       |                         |                         |  |         |                  |                  |                  |                  |  |  |
|  | Aimoré               | 0                    | 0                | 0                |       |          |                         |                         |                         |                         |  |         |                  |                  |                  |                  |  |  |
|  | Aimoré               | 0                    | 0                | 0                |       | São Luiz | 0                       | 4                       | 4                       |                         |  |         |                  |                  |                  |                  |  |  |
|  |                      |                      |                  |                  |       | São Luiz | 0                       | 4                       | 4                       |                         |  |         |                  |                  |                  |                  |  |  |
|  |                      | Inter de Santa Maria | 1                | 1                | 2     |          |                         |                         |                         |                         |  |         |                  |                  |                  |                  |  |  |
|  | Inter de Santa Maria | Inter de Santa Maria | 1                | 1                | 2     | 0        | 1                       | 1 (4)                   |                         |                         |  |         |                  |                  |                  |                  |  |  |
|  | Inter de Santa Maria |                      |                  |                  |       | 0        | 1                       | 1 (4)                   |                         |                         |  |         |                  |                  |                  |                  |  |  |
|  | Glória               | 1                    | 0                | 1 (2)            |       |          |                         |                         |                         |                         |  |         |                  |                  |                  |                  |  |  |

## Premiação
| Campeonato Gaúcho - Divisão de Acesso de 2017 |
| Ijuí                                          |
| --------------------------------------------- |
| São Luiz Campeão (4.º título)                 |

## Estatísticas

### Rodadas na liderança
Em negrito, os clubes que mais permaneceram na liderança.
| Grupo A | Grupo A | Grupo A | Grupo A | Grupo A | Grupo A | Grupo A | Grupo A | Grupo A | Grupo A | Grupo A | Grupo A | Grupo A | Grupo A |
| ------- | ------- | ------- | ------- | ------- | ------- | ------- | ------- | ------- | ------- | ------- | ------- | ------- | ------- |
| 1       | 2       | 3       | 4       | 5       | 6       | 7       | 8       | 9       | 10      | 11      | 12      | 13      | 14      |
| AIM     | SGA     | SGA     | ISM     | AVE     | AIM     | AIM     | AIM     | AIM     | AIM     | AVE     | AVE     | AVE     | AVE     |
| Grupo B |         |         |         |         |         |         |         |         |         |         |         |         |         |
| 1       | 2       | 3       | 4       | 5       | 6       | 7       | 8       | 9       | 10      | 11      | 12      | 13      | 14      |
| UNI     | UNI     | UNI     | GLO     | BRA     | BRA     | GLO     | GLO     | GLO     | GLO     | GLO     | GLO     | SLU     | SLU     |

### Rodadas na lanterna
Em negrito, os clubes que mais permaneceram na lanterna.
| Grupo A | Grupo A | Grupo A | Grupo A | Grupo A | Grupo A | Grupo A | Grupo A | Grupo A | Grupo A | Grupo A | Grupo A | Grupo A | Grupo A |
| ------- | ------- | ------- | ------- | ------- | ------- | ------- | ------- | ------- | ------- | ------- | ------- | ------- | ------- |
| 1       | 2       | 3       | 4       | 5       | 6       | 7       | 8       | 9       | 10      | 11      | 12      | 13      | 14      |
| ISM     | GNY     | GNY     | GNY     | GUA     | GNY     | SCR     | SGA     | SGA     | SGA     | SCR     | SCR     | GNY     | GNY     |
| Grupo B |         |         |         |         |         |         |         |         |         |         |         |         |         |
| 1       | 2       | 3       | 4       | 5       | 6       | 7       | 8       | 9       | 10      | 11      | 12      | 13      | 14      |
| LAJ     | TUP     | PAN     | PAN     | PAN     | TUP     | PAN     | PAN     | PAN     | PAN     | PAN     | PAN     | PAN     | PAN     |

### Público

#### Maiores públicos
- PP: ^ Considera-se apenas o público pagante.

#### Menores públicos
- PP: ^ Considera-se apenas o público pagante.

### Médias
As médias de público são calculadas manualmente, levando-se em conta o relatório oficial emitido pela Federação Gaúcha de Futebol, disponíveis no site oficial.
| Pos. | Time                  | Média | Total | Mandos | Maior | Menor |
| ---- | --------------------- | ----- | ----- | ------ | ----- | ----- |
| 1    | Glória                | 913,1 | 7 305 | 8      | 1 585 | 534   |
| 2    | Avenida               | 604,6 | 6 046 | 10     | 1 760 | 228   |
| 3    | São Luiz              | 584,8 | 5 848 | 10     | 1 434 | 256   |
| 4    | União Frederiquense   | 549,0 | 3 843 | 7      | 849   | 232   |
| 5    | Pelotas               | 505,0 | 4 040 | 8      | 874   | 195   |
| 6    | Santa Cruz-RS         | 269,7 | 1 888 | 7      | 709   | 114   |
| 7    | Lajeadense            | 240,2 | 2 162 | 9      | 468   | 49    |
| 8    | Panambi               | 214,0 | 1 284 | 6      | 355   | 125   |
| 9    | Esportivo             | 212,0 | 1 696 | 8      | 313   | 87    |
| 10   | São Gabriel           | 135,3 | 947   | 7      | 316   | 48    |
| 11   | Tupi                  | 114,0 | 798   | 7      | 244   | 50    |
| 12   | Guarani-VA            | 112,7 | 789   | 7      | 213   | 51    |
| 13   | Inter de Santa Maria  | 105,8 | 952   | 9      | 171   | 79    |
| 14   | Brasil de Farroupilha | 86,3  | 604   | 7      | 152   | 58    |
| 15   | Guarany de Bagé       | 68,6  | 480   | 7      | 90    | 60    |
| 16   | Aimoré                | 53,3  | 426   | 8      | 94    | 25    |